# Cargados Carajos
Cargados Carajos is een groep van rond de veertig kleine eilanden in de Indische Oceaan op 430 km ten noordoosten van Mauritius. De eilanden liggen op een rif dat ongeveer vijftig kilometer lang en vijf kilometer breed is en een oppervlakte van 190 vierkante kilometer heeft. De eilanden hebben tezamen een landoppervlakte van zo'n 1,3 vierkante kilometer. De eilanden behoren geografisch tot de Mascarenen en zijn staatkundig een afhankelijk gebied van Mauritius. Er wonen enkele tientallen creolen en Mauritianen; de meeste in Raphael village op Île Raphael. De bewoners leven hoofdzakelijk van de visvangst.
Vroeger was Cargados Carajos een groot eiland, gevormd door de Réunion-hotspot. Dit eiland is mettertijd weggeërodeerd en onder water verdwenen.

## Schipbreuken
Het V.O.C.-schip de Arnhem liep er in 1662 op de rotsen. De Arnhem was in een konvooi van zeven VOC-schepen op retourvaart uit Batavia en door een zware storm uit koers geraakt.
Op 29 november 2014 om 15:10 UTC strandde de Deense boot Team Vestas Wind op het koraalrif nabij Île du Sud. De boot Team Vestas Wind nam deel aan de (12e editie van de) Volvo Ocean Race 2014/2015 en strandde met een snelheid van 22 knopen (circa 40 km/uur) tijdens de tweede etappe Kaapstad – Abu Dhabi door een navigatiefout op het rif. De negenkoppige bemanning bleef ongedeerd; de boot was zeer zwaar beschadigd, maar kon worden geborgen.

## Eilanden
Van noord naar zuid:
- Albatross
- Îlot du Nord
- Île Raphael
- Îlot Siren
- Île Tortue
- Île Perle
- Île du Sud
- Île Avoquer
- Îlot Mapare
- Île Frégate
- Îlote du Paul

- Baleine Rocks
- Île Verronge
- Îlot Palm
- Île aux Cocos
- Grande Capitane
- Petite Capitane
- Puits A Eau
- Île Poulailer
- Chaloupe
- Courson